# 검은머리휘파람새

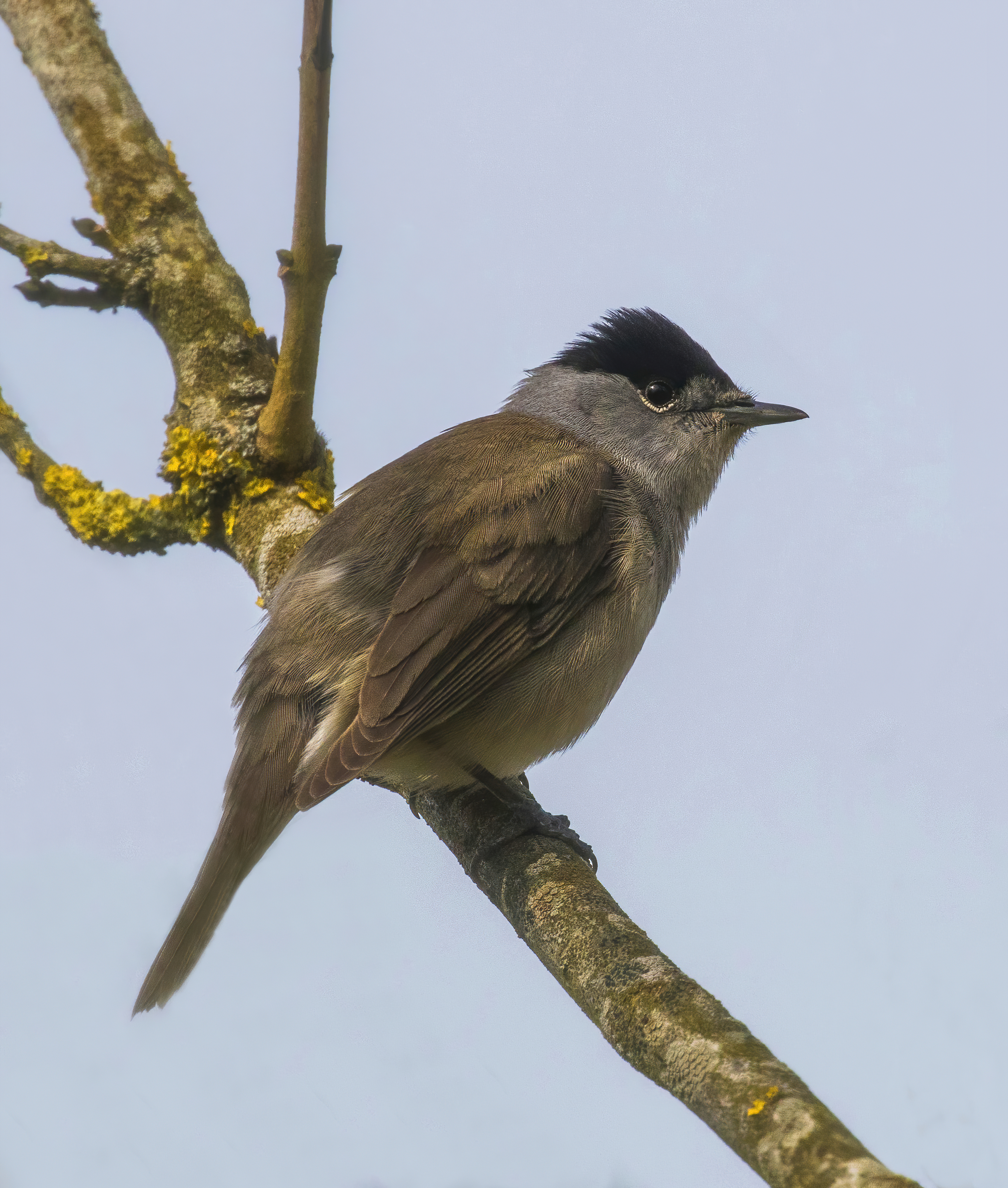
수컷

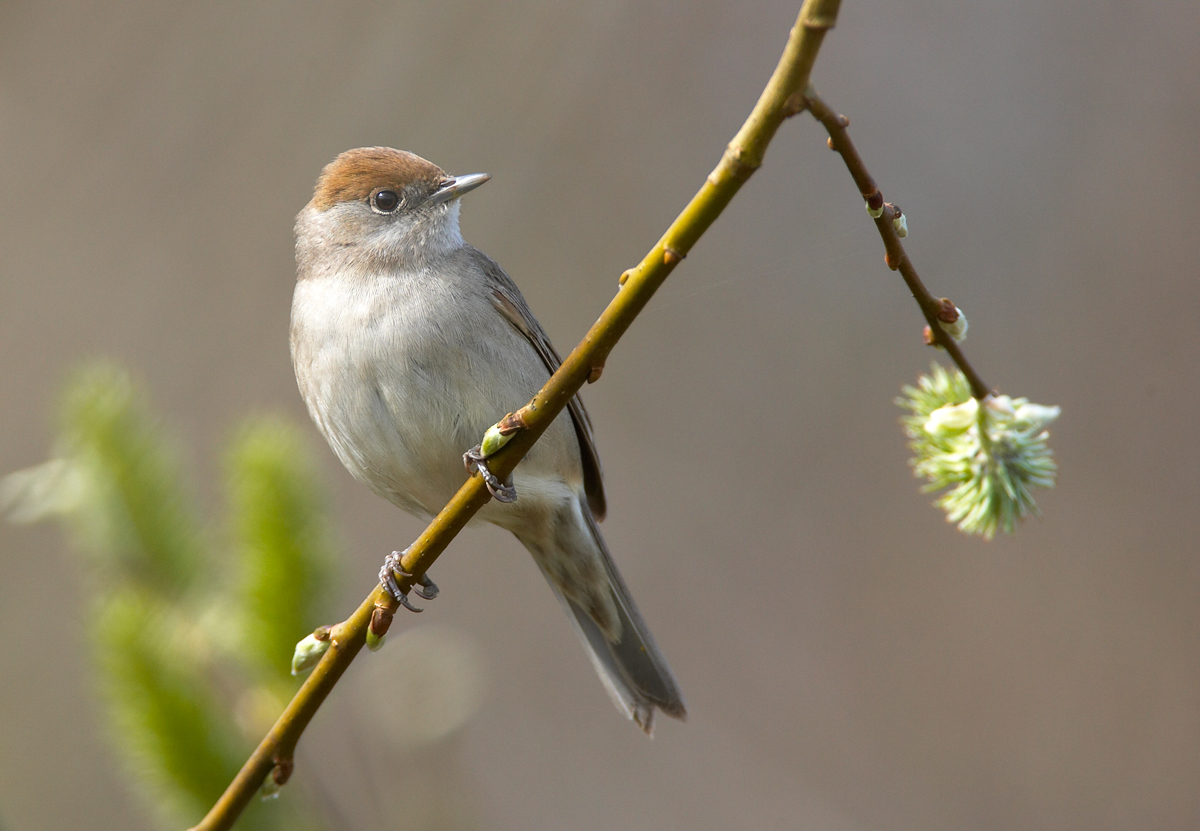
암컷

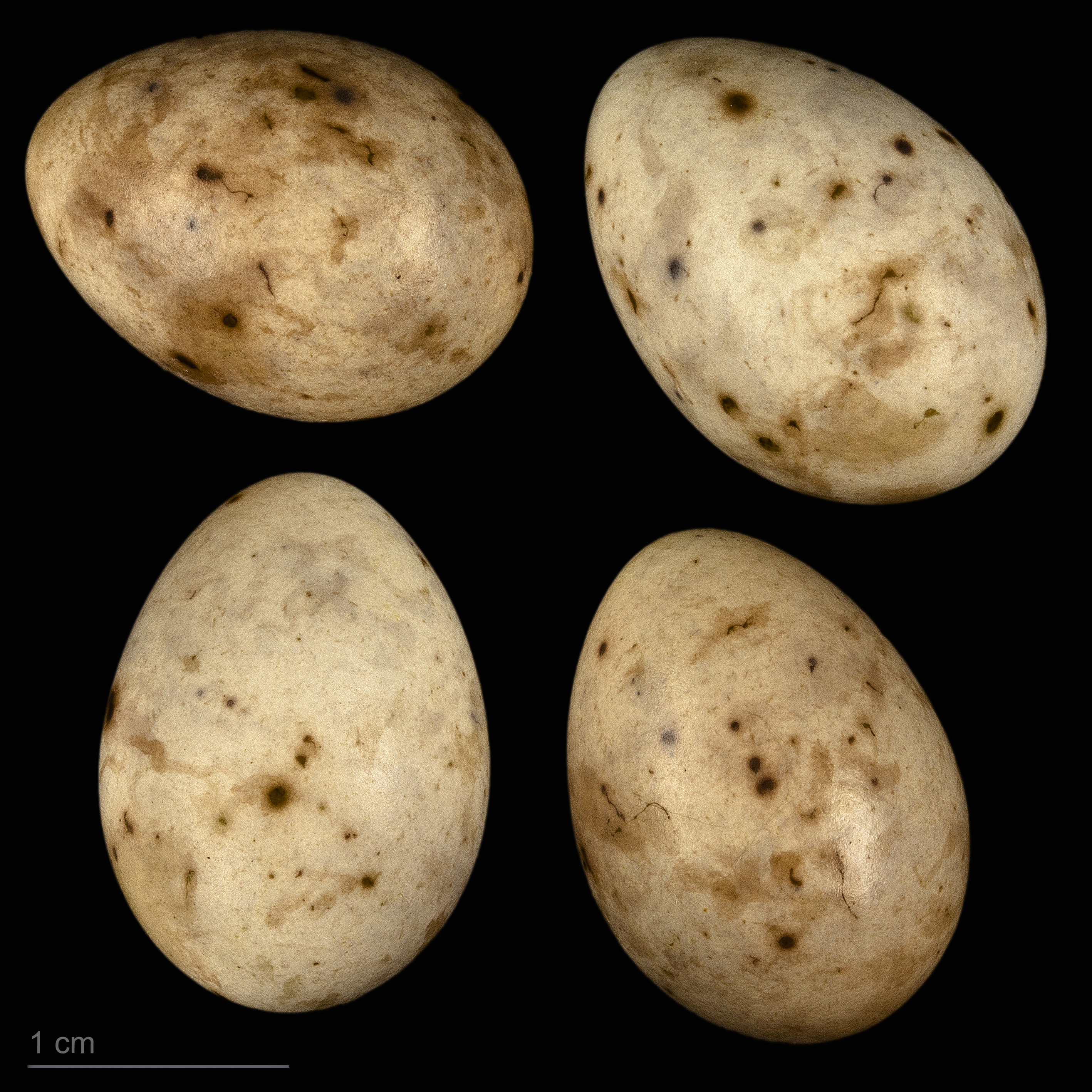
Sylvia atricapilla atricapilla

검은머리휘파람새(Eurasian blackcap, 유라시안 블랙캡, Sylvia atricapilla)는 쇠흰턱딱새속의 새이다. 윗쪽은 주로 올리브 회색이고 아래쪽은 창백한 회색이며 5개 아종간 차이는 작은 편이다. 수컷의 울음은 끝쪽이 높은 고음의 크레센도로 끝나지만 알프스산맥의 골짜기 등 고립된 일부 지역에서는 더 단순하게 들린다.
유럽 대부분 지역, 아시아 서부, 아프리카 북서부에 서식하며 선호하는 거처는 낙엽성 삼림지대이다.
국제 자연 보전 연맹에 의해 최소관심종으로 분류되어 있다.

## 아종
- S. a. atricapilla
- S. a. gularis(syn. S. a. atlantis)
- S. a. heineken(syn. S. a. obscura)
- S. a. pauluccii
- S. a. dammholzi